# Kreuzkirche (Nieheim)

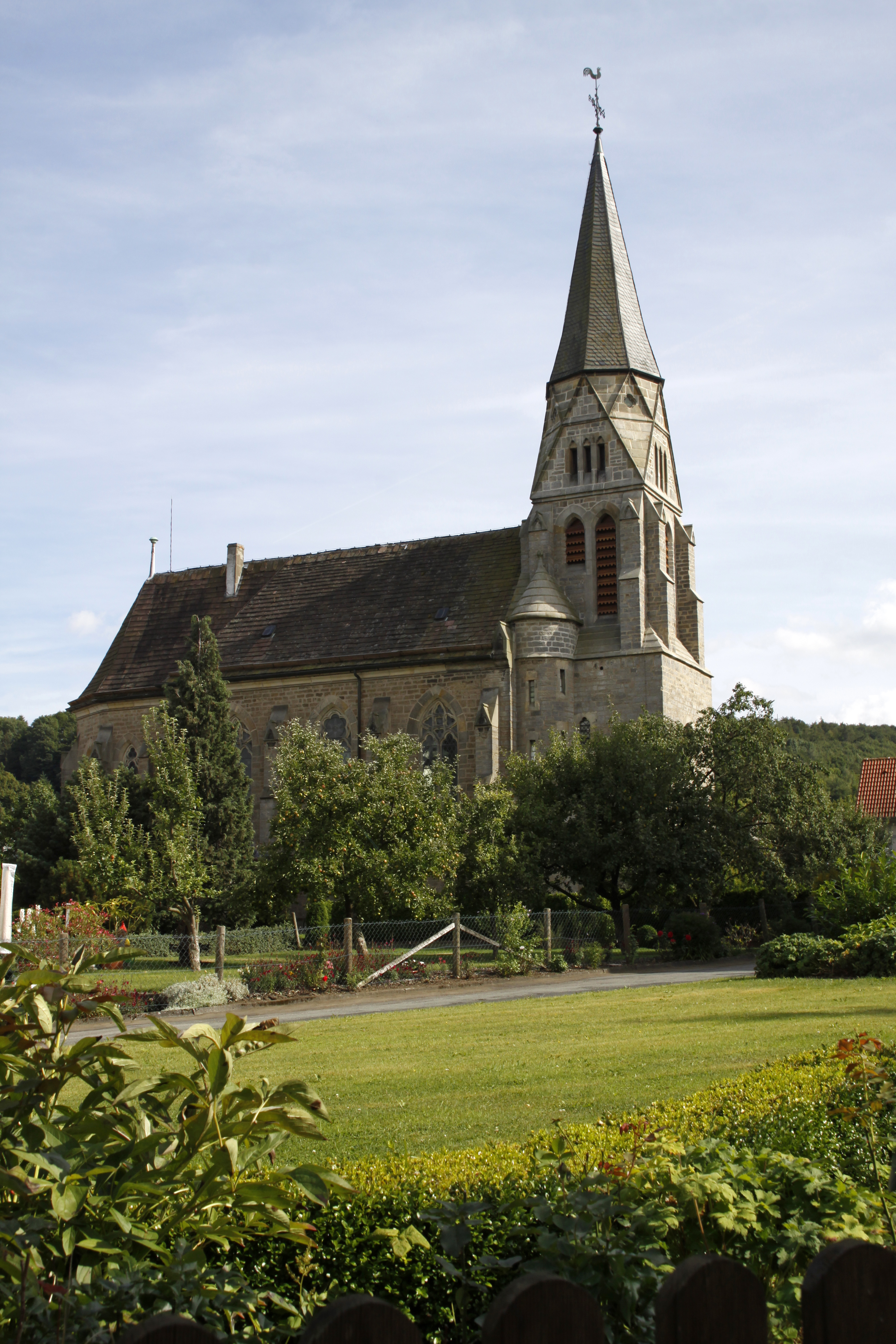
Die evangelische Kreuzkirche in Nieheim

Die evangelische Kreuzkirche ist die evangelische Pfarrkirche von Nieheim im Kreis Höxter (Nordrhein-Westfalen). Kirche und Gemeinde gehören zum Kirchenkreis Paderborn der Evangelischen Kirche von Westfalen. Das Kirchengebäude steht unter Denkmalschutz.

## Geschichte
Zusammen mit dem benachbarten Steinheim wurde Nieheim der 1844 gegründeten evangelischen Gemeinde in Brakel zugeordnet. Gottesdienste fanden seit 1853 zunächst im Gerichtssaal des Ortes, dann in einem eigens dazu eingerichteten Betsaal statt. Mit der Gründung der Kirchengemeinde Marienmünster-Nieheim-Steinheim im Jahr 1864 fiel unter dem ersten Pfarrer Eberhard Delius auch die Entscheidung zum Bau einer eigenen repräsentativen Kirche. Finanziert wurde der Kirchenbau u. a. aus Mitteln der Gustav-Adolf-Stiftung, die den Bau evangelischer Kirchen in mehrheitlich katholischen Regionen unterstützte. Die Planung des Baus lag in den Händen von Walrath Schulze, Landbaumeister in Düsseldorf. Die Grundsteinlegung zum Kirchenneubau erfolgte am 15. Mai 1868, die Einweihung nach nur viermonatiger Bauzeit am 29. September 1869.
Kaum ein Vierteljahr nach Fertigstellung der Kirche zerstörte am 17. Dezember 1869 ein Orkan den exponiert in der vorherrschenden Windrichtung stehenden Steilhelm des Westturms, der mit einer Höhe von 37,5 m die Länge des Kirchenbaus von 25 m um 50 % übertraf. Der auf das Kirchendach stürzte und eine erhebliche Beschädigung des Kirchenbaus bewirkte. Da die Diasporagemeinde, nach eigenen Angaben „eine der ärmsten in der Provinz Westfalen“, selbst nicht über hinreichende Finanzmittel verfügte, konnte der Wiederaufbau erst nach Aufbringung von Spendengeldern 1876 abgeschlossen werden. Dabei wurde der Turmhelm, um eine weitere Gefährdung zu vermeiden, um ein Drittel verkürzt wiederaufgebaut.
Im Vorfeld des 75-jährigen Jubiläums der Kirchengemeinde 1939 erfolgte eine puristische Restaurierung des Kirchenraums. 2001 verursachte ein Adventskranzbrand eine Rußverschmutzung des Kirchenraums, die bis zum Mai 2003 eine umfassende Sanierung nach sich zog, bei der auch die originale Ausstattung aus der Bauzeit lichtblau eingefärbt wurde.

## Architektur
Die nach Maßgabe des Eisenacher Regulativs von 1861 errichtete Nieheimer Kreuzkirche stellt eine neugotische Saalkirche mit eingezogenem Chor im 5/8 Schluss dar. Der in unregelmäßigem Sandsteinquadermauerwerk ausgeführte und mit Solingplatten gedeckte Bau ist durch Strebepfeiler gegliedert und zeigt gotische Maßwerkfenster. Das gleichfalls durch Strebepfeiler artikulierte Freigeschoss des vorgestellten Westturms wird von einem Dreiecksgiebel überfangen, der zusammen mit Zwischengiebeln den Übergang zum oktogonalen Turmhelm vollzieht. Durch den um ein Drittel verkürzt wiederaufgebauten Turmhelm haben sich die Proportionen des in seiner ursprünglichen Wirkung auf größere Monumentalität bedachten Kirchenraums ungünstig verändert.
Der schlichte Kirchenraum ist über Konsolen kreuzrippengewölbt. Im Altarraum finden sich zweiteilige Nischen mit vorgestellter neuromanischer Säule aus Buntsandstein. Die Taufe sowie der Altar mit Kruzifix und Aposteln wurden aus Sandstein angefertigt. Der Chor besitzt ornamentale Fenster der Erbauungszeit.